# Irène Lagut

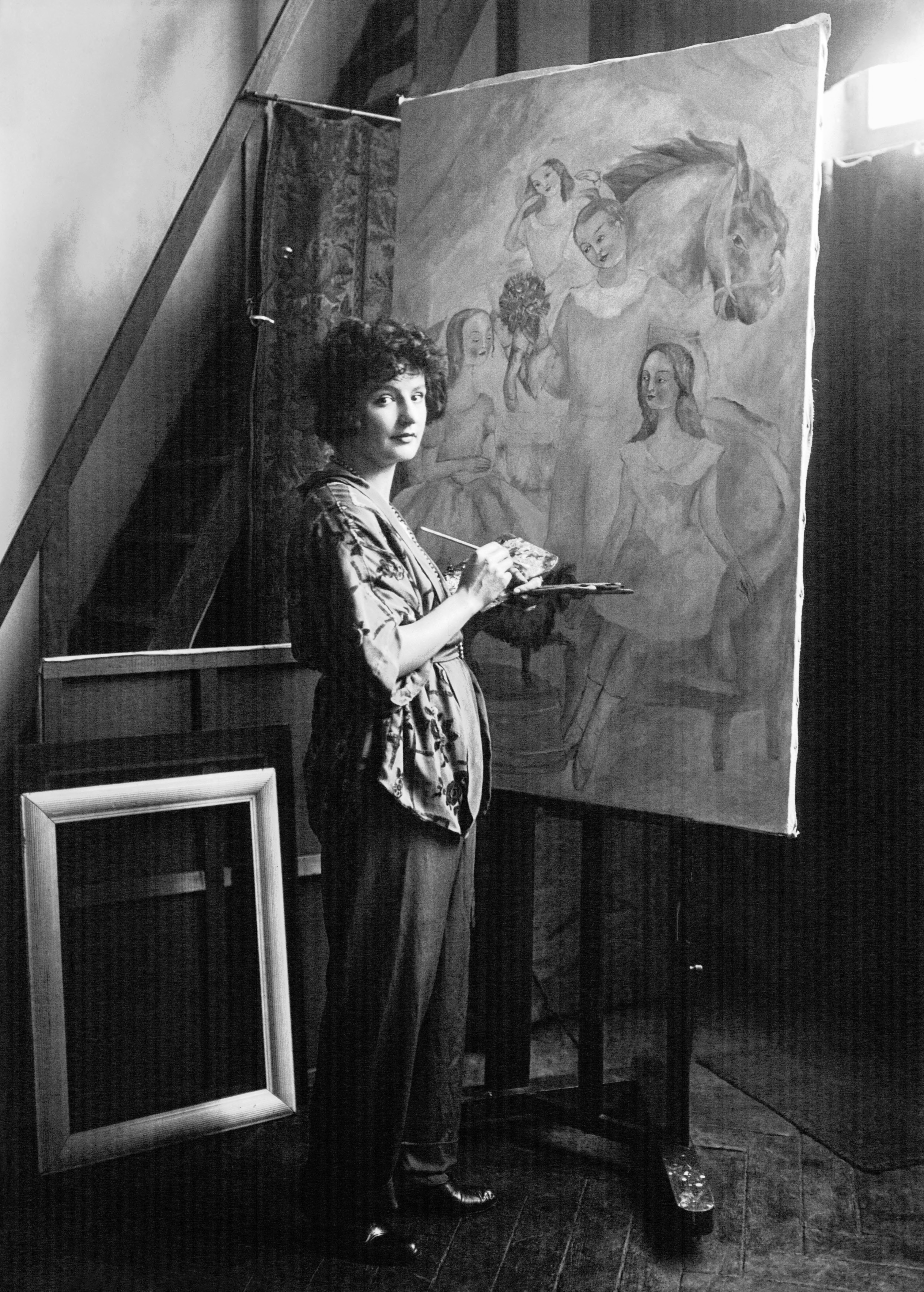
Irène Lagut (1922)

Marie-Reine Onésime Lagut (* 3. Januar 1893 in Sucy-en-Brie, Département Val-de-Marne; † 4. August 1994 in Menton, Département Alpes-Maritimes) genannt Irène Lagut, war eine französische Malerin.

## Leben
Lagut stammte aus einfachen Verhältnissen. Sie kam um 1913 nach Paris, um sich ihren Traum vom Malen zu verwirklichen. In Montmartre machte sie die Bekanntschaft des Kunsthändlers Henri Pierre Roche (1879–1959), durch den sie viele Künstler kennenlernte.
Sie war u. a. mit dem Maler Serge Férat befreundet, der zu dieser Zeit zusammen mit Guillaume Apollinaire die Literaturzeitschrift Les soirées de Paris herausgab. Dieser stellte Lagut sein Atelier in der Künstlerkolonie La Ruche zur Verfügung. Nahezu alle Werke Laguts, die dort entstanden, konnte sie im Herbst 1916 in ihrer ersten Ausstellung im 16. Arrondissement vorstellen.
Die Zeitschrift Les soirées de Paris initiierte 1917 im 5. Arrondissement  bei Mme Bongard eine Ausstellung mit Bildern von Léopold Survage und Irène Lagut. Während dieser Zeit war sie befreundet (oder stand zumindest im künstlerischen Austausch) mit Mitgliedern der Künstlergruppe Séction d’Or und u. a. mit Giorgio de Chirico, Max Jacob, Hélène Oettingen, Gino Severini und Ardengo Soffici.
Ab 1920 schuf Lagut einige Auftragsarbeiten für die Groupe des Six. Anlässlich einer Vernissage machte sie die Bekanntschaft des Chirurgen Firmin-Marc Cadenat (1883–1964) und heiratete ihn bald darauf.
Der Kunsthändler Paul Rosenberg förderte und unterstützte sie, doch verschiedene Pläne für Ausstellungen wurden durch die deutsche Besetzung Frankreichs zunichtegemacht. Bis zum Ende des Zweiten Weltkriegs (→La Libération) hielt sich Lagut in Paris auf.
Nach dem Krieg konnte Lagut nicht mehr an ihre Erfolge anknüpfen. Einige Jahre nach dem Tod ihres Ehemannes ließ sie sich in Südfrankreich nieder. Sie bewohnte in Menton ein Appartement im Maison russe Sainte-Anastasie, einem Seniorenstift, wo sie 1994 auch gestorben ist.